# Kevin Chamberlin
Kevin Chamberlin (Baltimore (Maryland), 25 november 1963) is een Amerikaans acteur.

## Biografie
Chamberlin werd geboren in Baltimore (Maryland) maar groeide op in Burlington County. Hij heeft gestudeerd aan de Rutgers-universiteit in New Brunswick (New Jersey) en haalde daar zijn bachelor of fine arts in acteren. Chamberlin is openlijk homoseksueel.

## Filmografie

### Films
Uitgezonderd korte films.
- 2023 The Zombie Wedding - als Buddy Bob Morgan
- 2023 A Really Haunted Loud House - als Flip
- 2023 Howdy, Neighbor! - als Vinnie Mason
- 2022 The Grotto - als Red Fleisher
- 2021 Ratatouille: The TikTok Musical - als Auguste Gusteau
- 2020 The Prom - als Sheldon Saperstein
- 2019 Trouble - als James (stem)
- 2019 The Nightmare Gallery - als dr. Stockton
- 2019 Wonder Park - als oom Tony (stem)
- 2017 The Emoji Movie - als Gavel (stem)
- 2016 Internet Famous - als Larry Trambone
- 2015 A Christmas Melody - als Thomas
- 2013 Lucky Stiff – als Fred Mahew III
- 2013 Teen Beach Movie – als dr. Fusion
- 2012 Possessions – als Keith
- 2009 Taking Woodstock – als Jackson Spiers
- 2007 The Girl Next Door – als politieagent Jennings
- 2007 The Valley of Light – als Moody
- 2006 Queer Duck: the Movie - als stemmen
- 2006 Lucky Number Slevin – als Marty
- 2005 Loudmouth Soup – als Charlie Baker
- 2005 Bound by Lies – als Gus Boyle
- 2004 Christmas with the Kranks – als mr. Scanlon
- 2004 Suspect Zero – als Harold Speck
- 2002 Road to Perdition – als Frank de uitsmijter
- 2001 Herman U.S.A. – als Wayne
- 1999 Earthly Possessions – als politieagent
- 1999 trick – als ex van Perry
- 1998 Letters from a Killer – als Cutler
- 1997 In & Out – als Carl Mickley
- 1995 New York News – als Victor
- 1995 Die Hard with a Vengeance – als Charles Weiss

### Televisieseries
Uitgezonderd eenmalige gastrollen.
- 2023 The Really Loud House - als Flip Phillipini - 2 afl.
- 2022 Outer Range - als Karl Cleaver - 2 afl.
- 2018 A Series of Unfortunate Events - als man in schotse rok - 2 afl.
- 2017 Grace and Frankie - als Frank - 3 afl.
- 2011 – 2015 Jessie – als Bertram Winkle – 98 afl.
- 2007 State of Mind – als Fred Smedresman – 8 afl.
- 2007 Heroes – als Aron Malsky – 3 afl.
- 2005 Sex, Love & Secrets – als Momma – 5 afl.
- 2005 Inconceivable – als Lenny – 2 afl.
- 2005 Jake in Progress – als Carl – 3 afl.
- 2001 – 2002 Ed – als mr. Bronkowski – 2 afl.
- 1994 Ghostwriter – als Audubon Poulet – 4 afl.

## Theaterwerk opBroadway
- 2016 Disaster! - als Maury
- 2010 – 2011 The Addams Family – als oom Fester
- 2007 The Ritz – als Gaetano Proclo
- 2000 – 2001 Seussical – als Horton de olifant
- 2000 – 2001 Dirty Blonde – als Charlie
- 1997 – 1998 Triumph of Love – als Dimas
- 1996 – heden Chicago – als Amos Hart (understudy)
- 1993 – 1994 Abe Lincoln in Illinois - als Feargus / kapitein
- 1992 My Favorite Year – als Sy Benson / Herb Lee (understudy)

- Gemeinsame Normdatei: 13514910X
- International Standard Name Identifier: 0000 0001 1951 7200
- Library of Congress Control Number: no99037882
- Nationale Bibliotheek van Israël: 987007423877205171
- Virtual International Authority File: 79993362